# Gustavia angustifolia
Gustavia angustifolia là một loài thực vật có hoa trong họ Lecythidaceae. Loài này được Benth. mô tả khoa học đầu tiên năm 1844.

## Hình ảnh